# سارا لورانس
سارا لورانس (بالإنجليزية: Sara Lawrence)‏ هي متسابقة ملكة الجمال وعارضة جامايكية، ولدت في 28 نوفمبر 1985 في كينغستون في جامايكا.